# Schiztobracon ornatipennis
Schiztobracon ornatipennis är en stekelart som beskrevs av Cameron 1906. Schiztobracon ornatipennis ingår i släktet Schiztobracon och familjen bracksteklar. Inga underarter finns listade i Catalogue of Life.